# Rio das Flores (Santa Catarina)
Pour les articles homonymes, voir Rio das Flores.
 (juin 2017).
Le rio das Flores est une rivière brésilienne de l'ouest de l'État de Santa Catarina. Il appartient au bassin hydrographique de l'Uruguay.

## Géographie
Il naît sur le territoire de la municipalité de Dionísio Cerqueira, dans l'extrême nord-ouest de Santa Catarina. Il s'écoule vers le sud, le long de la frontière argentine avant de se jeter dans le rio Peperi-Guaçu, entre les municipalités de Bandeirante et Belmonte.